# Revolution (canção de The Beatles)
"Revolution" é uma canção da banda britânica de rock The Beatles, escrita por John Lennon e creditada à parceria Lennon-McCartney. Três versões da canção foram gravadas e lançadas em 1968, todas durante as sessões do álbum duplo autointitulado dos Beatles, também conhecido como "Álbum Branco": um arranjo lento e bluesístico ("Revolution 1") incluído no álbum; uma colagem sonora abstrata (intitulada "Revolution 9") que se originou da última parte de "Revolution 1" e aparece no mesmo álbum; e a versão acelerada e hard rock semelhante a "Revolution 1", lançada como lado B de "Hey Jude". Embora a versão do single tenha sido lançada primeiro, ela foi gravada várias semanas depois de "Revolution 1", destinada a ser lançada em compacto. Um vídeo promocional da canção foi filmado usando a faixa de apoio musical da versão hard rock, junto com letras cantadas ao vivo que mais se assemelham à "Revolution 1".
Inspiradas pelos protestos políticos do início de 1968, as letras de Lennon expressavam simpatia pela necessidade de mudança social, mas dúvidas em relação às táticas violentas defendidas por alguns membros da Nova Esquerda. Apesar das reservas de seus companheiros de banda, ele persistiu com a canção e insistiu que ela fosse incluída no próximo single. Quando lançada em agosto, a faixa foi vista pela esquerda política como uma traição à sua causa e um sinal de que os Beatles estavam em descompasso com os elementos radicais da contracultura. O lançamento de "Revolution 1" em novembro indicou a incerteza de Lennon sobre mudanças destrutivas, com a frase "count me out" (não conte comigo) gravada em vez de "count me out – in" (conte comigo). Lennon ficou incomodado com as críticas que recebeu da Nova Esquerda e posteriormente defendeu a necessidade de uma revolução marxista, particularmente em sua canção "Power to the People" de 1971. No entanto, numa das últimas entrevistas que concedeu antes da sua morte em 1980, reafirmou os sentimentos pacifistas expressos em “Revolution”.
"Revolution" alcançou a 12ª posição na Billboard Hot 100 nos Estados Unidos e liderou as paradas de singles na Austrália e na Nova Zelândia. Os Beatles filmaram um clipe promocional para a versão do single, que introduziu uma imagem pública nova, mais enxuta e direta de Lennon. A canção recebeu elogios dos críticos musicais, principalmente pela intensidade da performance e pelo som da guitarra fortemente distorcido. Foi regravada por vários artistas, incluindo Thompson Twins, que a cantou no Live Aid em julho de 1985, e Stone Temple Pilots.

## Contexto e composição
No início de 1968, a cobertura midiática após a Ofensiva do Tet estimulou protestos crescentes em oposição à Guerra do Vietnã, especialmente entre estudantes universitários. Os protestos foram mais prevalentes nos Estados Unidos e, em 17 de março, 25 mil manifestantes marcharam até a embaixada estadunidense em Grosvenor Square, em Londres, e entraram em confronto violento com a polícia. Grandes protestos relativos a outras questões políticas foram notícia internacional, como os protestos de Março de 1968 na Polônia contra o seu governo socialista, e as revoltas universitárias de Maio de 1968 na França. A revolta refletiu o aumento da politização da juventude da década de 1960 e a ascensão da ideologia da Nova Esquerda, em contraste com a ideologia hippie por trás do Verão do Amor de 1967. Para estes estudantes e ativistas, a ideia maoísta da revolução cultural, expurgando da sociedade seus elementos não progressistas, forneceu um modelo para a mudança social.
Em geral, os Beatles evitaram expressar publicamente suas opiniões políticas em suas canções, sendo "Taxman" sua única faixa abertamente política até aquele momento. Vistos como líderes da contracultura, a banda – particularmente John Lennon – estava sob pressão de grupos leninistas, stalinistas, trotskistas e maoístas para apoiar ativamente a causa revolucionária. Lennon decidiu escrever uma canção sobre a recente onda de agitação social enquanto os Beatles estavam em Rishikesh, na Índia, estudando Meditação Transcendental. Ele lembrou: "Achei que já era hora de falarmos sobre isso, assim como pensei que já era hora de pararmos de não responder sobre a guerra do Vietnã (em 1966). Eu estava pensando nisso nas colinas da Índia." Lennon começou a escrever a canção lá e a completou na Inglaterra em maio, inspirado especialmente pelos acontecimentos na França.

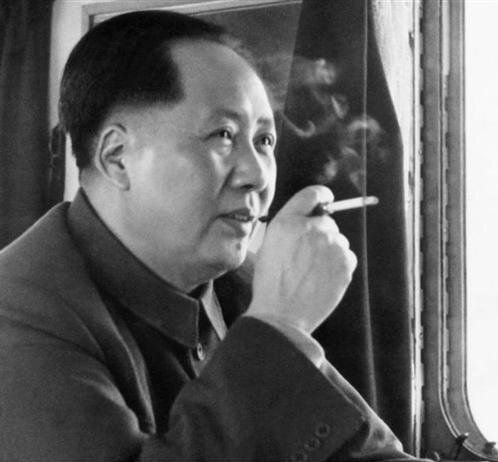
O presidente Mao Zedong é referenciado na música.

Apesar dos sentimentos anti-guerra de Lennon, ele ainda não havia se tornado anti-establishment e expressou em "Revolution" que queria "ver o plano" daqueles que defendiam a derrubada do sistema. Na descrição do autor Mark Hertsgaard, a letra defende a mudança social, mas enfatiza que "as ações políticas (deveriam) ser julgadas por motivos morais e não ideológicos". A frase repetida "it's gonna be alright" ("vai ficar tudo bem") veio diretamente das experiências de Lennon na Meditação Transcendental na Índia, transmitindo a ideia de que Deus cuidaria da raça humana, não importa o que acontecesse politicamente. Outra influência sobre Lennon foi a sua relação florescente com a artista de vanguarda Yoko Ono e a sua adoção da política sexual como uma alternativa às ideias maoístas e outras filosofias de linha dura adotadas pela esquerda política. Lennon deu crédito a Ono por despertá-lo de sua mentalidade passiva do ano anterior.
Por volta da quarta semana de maio de 1968, os Beatles se reuniram em Kinfauns, a casa de George Harrison em Esher, para demonstrar suas composições uns aos outros em preparação para a gravação de seu próximo álbum de estúdio. Uma gravação daquela sessão informal lançada na versão "de luxo" (Deluxe) do Álbum Branco mostra que "Revolution" tinha dois de seus três versos intactos. Os versos que fazem referência a Mao Zedong – "But if you go carrying pictures of Chairman Mao / You ain't gone make it with anyone anyhow" (Mas se você ficar carregando fotos do presidente Mao / Você não vai convencer ninguém de jeito nenhum) – foram adicionadas em estúdio. Durante as filmagens de um clipe promocional naquele ano, Lennon disse ao diretor Michael Lindsay-Hogg que aquele era o verso mais importante da música. Em 1972, Lennon mudou de ideia, dizendo: "Eu nunca deveria ter dito isso sobre o presidente Mao."

## Gravação

### "Revolution 1"
Os Beatles iniciaram as sessões de gravação de seu novo álbum em 30 de maio, começando por "Revolution 1" (intitulada simplesmente "Revolution" nas primeiras sessões). Nesta primeira sessão, eles se concentraram na gravação da faixa rítmica básica. A 18ª tomada durou 10 minutos e 17 segundos, muito mais tempo do que as anteriores, e foi essa tomada que foi escolhida para overdubs adicionais gravados nas duas sessões seguintes. A tomada 18 completa foi lançada oficialmente em 2018, como parte da edição de luxo de The Beatles, coincidindo com o quinquagésimo aniversário do álbum.
Durante os overdubs que levaram a gravação à 20ª tomada, Lennon tomou a escolha incomum de executar seu vocal principal enquanto estava deitado no chão. Ele também alterou uma linha para o ambíguo "you can count me out, in". Mais tarde, ele explicou que incluiu ambos porque estava indeciso em seus sentimentos.
"Revolution 1" tem um estilo blues, tocado em um ritmo descontraído. O compasso básico é 12
8(ou 4
4em estilo "shuffle"), mas a música tem vários compassos extras de meio comprimento durante os versos. Há também duas batidas extras no final do último refrão, resultado de uma edição incorreta acidental durante o processo de mixagem que não foi corrigida a pedido de Lennon.

#### 20ª tomada
A versão RM1 (Remix in Mono #1) da tomada 20, dura 10 minutos e 46 segundos (na velocidade correta) e foi criada no final da sessão de 4 de junho, com uma cópia retirada por Lennon. Foi uma tentativa de Lennon de aumentar a versão completa de "Revolution" de uma forma que o satisfizesse antes de decidir dividir a peça entre a editada "Revolution 1" e a música concreta "Revolution 9".
A primeira metade da gravação é quase idêntica à faixa lançada "Revolution 1". Faltam os overdubs de guitarra elétrica e trompa da versão final, mas apresenta dois loops de fita na tonalidade de Lá (igual à música) que aparecem e desaparecem em vários pontos. Após o refrão final, a música começa em uma coda estendida semelhante a "Hey Jude". (A versão do álbum apresenta apenas cerca de 40 segundos desta coda.) Além do ponto em que a versão do álbum desaparece, o apoio instrumental básico continua se repetindo enquanto os vocais e overdubs se tornam cada vez mais caóticos: Harrison e McCartney cantam repetidamente "dada, mama" de um jeito infantil; Os vocais histriônicos de Lennon são distorcidos aleatoriamente em velocidade (um pouco disso pode ser ouvido no fade de "Revolution 1"); e ruídos de sintonia de rádio à la "I Am the Walrus" aparecem. Vários elementos desta coda aparecem no "Revolution 9" lançado oficialmente.
Depois que a trilha da banda termina, a música entra em território de vanguarda, com Yoko Ono recitando um pouco de prosa sobre uma parte da música "Awal Hamsa" de Farid al-Atrash (capturada da gravação de estúdio). A peça de Ono começa com as palavras "Talvez não seja isso..." ("Maybe, it's not that"), com sua voz desaparecendo no final; McCartney responde brincando: "É 'aquilo'!" ("It is 'that'!"). Conforme a peça continua, Lennon murmura baixinho "Gonna be alright" ("Vai ficar tudo bem") algumas vezes. Segue-se então um breve riff de piano, alguns comentários de Lennon e Ono sobre o quão bem a faixa se desenvolveu e as aparições finais dos loops da fita. A maior parte dessa coda foi retirada para o final de "Revolution 9", com um pouco mais de piano no início (que as mixagens de monitor revelam que estavam presentes nas mixagens anteriores de "Revolution") e menos a resposta brincalhona de Lennon (ou de Harrison).

#### Dividindo "Revolution 1" e "Revolution 9"
Lennon logo decidiu dividir a gravação existente de dez minutos em duas partes: uma faixa mais convencional dos Beatles e uma colagem sonora de vanguarda. Poucos dias após a tomada 20, o trabalho começou em "Revolution 9" usando os últimos seis minutos da tomada como ponto de partida. Numerosos efeitos sonoros, loops de fita e overdubs foram gravados e compilados ao longo de várias sessões quase exclusivamente por Lennon e Ono, embora Harrison tenha fornecido assistência para overdubs falados. Com mais de 40 fontes sonoras usadas em "Revolution 9", apenas pequenas porções da coda da tomada 20 são ouvidas na mixagem final; o mais proeminente são os múltiplos gritos de "right" e "alright" de Lennon, e cerca de um minuto perto do final apresentando as falas de Ono de "you become naked" ("você ficará nu").
No dia 21 de junho, a primeira parte da 20ª tomada recebeu vários overdubs e passou a ser oficialmente intitulada "Revolution 1". Os overdubs incluíram uma linha de guitarra solo de Harrison e uma seção de metais de dois trompetes e quatro trombones. A mixagem estéreo final foi concluída em 25 de junho. A mixagem final que seria incluída em The Beatles incluiu o anúncio apressado de "take two" ("tomada dois") de Geoff Emerick no início da canção.

### Versão do single
Lennon queria que "Revolution 1" fosse o próximo single dos Beatles, porém McCartney relutou em gerar polêmica e argumentou junto com Harrison que a faixa era lenta demais para um compacto. Lennon persistiu e os ensaios para uma versão mais acelerada e barulhenta começaram em 9 de julho. A gravação começou no dia seguinte. Em 2014, o jornalista musical Ian Fortnam combinou "Revolution" com a faixa "Helter Skelter" do Álbum Branco como os dois "experimentos de protometal" dos Beatles de 1968.
A faixa começa com "um riff de guitarra fuzz surpreendente", de acordo com o crítico musical Richie Unterberger, com as guitarras de Lennon e Harrison proeminentes ao longo da faixa. O som distorcido foi obtido pela conexão direta do sinal da guitarra no mixer de controle. Emerick explicou mais tarde que ele direcionou o sinal através de dois pré-amplificadores de microfone em série, mantendo a sobrecarga logo abaixo do ponto de superaquecimento da mesa de controle. Este foi um abuso tão grave do equipamento de estúdio que Emerick pensou: “Se eu fosse o gerente do estúdio e visse isso acontecendo, eu me demitiria”. Lennon dobrou o grito de abertura e dobrou algumas das palavras "de forma tão grosseira que sua espontaneidade descuidada se torna um ponto em si", de acordo com o autor Ian MacDonald.
"Revolution" foi tocada em um tom mais alto, Si maior (B), em comparação com o Lá maior (A) de "Revolution 1". Os vocais de apoio "shoo-bee-do-wop" foram omitidos nesta versão e uma pausa instrumental foi adicionada. "Revolution" teve um final climático, em oposição ao fade-out de "Revolution 1". Para esta versão, Lennon cantou inequivocamente "count me out". Um overdub de piano elétrico de Nicky Hopkins foi adicionado em 11 de julho, com overdubs finais ocorrendo em 13 de julho e a mixagem monofônica preparada dois dias depois.
Apesar dos esforços de Lennon, "Hey Jude" de McCartney foi escolhida como lado A do próximo single da banda. Tendo procurado reafirmar sua liderança dos Beatles sobre Paul, John concordou relutantemente em rebaixar "Revolution" para o lado B.

## Lançamento
O single "Hey Jude" / "Revolution" foi lançado em 26 de agosto de 1968 nos Estados Unidos, com o lançamento no Reino Unido ocorrendo em 30 de agosto. Dois dias após o lançamento do disco nos EUA, ocorreram cenas violentas na Convenção Nacional Democrata de 1968, em Chicago, quando a polícia e os guardas nacionais foram filmados espancando manifestantes da Guerra do Vietnã. Este acontecimento ocorreu dois meses após o assassinato de Robert Kennedy, o candidato do partido Democrata à presidência que se tinha comprometido a pôr fim ao envolvimento dos Estados Unidos no Vietnã, e coincidiu com novas ações militantes na Europa. De acordo com o autor Jonathan Gould, essa combinação garantiu que, ao contrário das dúvidas de Lennon sobre a relevância da canção, "'Revolution' se tornou muito relevante pela maré crescente de eventos."
O single foi o primeiro lançamento da banda pela Apple, sua gravadora distribuída pela EMI. Como parte de sua iniciativa comercial Apple Corps, o selo era administrado com base em princípios da contracultura e pretendia ser uma forma do que Paul McCartney chamou de "comunismo ocidental". O single foi um dos quatro discos enviados em caixas embrulhadas para presente, marcadas como "Nossos Primeiros Quatro", à Isabel II e outros membros da família real, e a Harold Wilson, o primeiro-ministro britânico. De acordo com o jornalista musical Jim Irvin, o som fortemente distorcido de "Revolution" levou alguns compradores de discos a devolverem suas cópias, na crença de que "havia um ruído superficial ruim" no disco. Irvin relembrou sua própria experiência: "O vendedor (da loja) irritado explicou, pela enésima vez naquele sábado: 'Era para soar assim. Verificamos com a EMI (...)'"
"Hey Jude" liderou as paradas de vendas em todo o mundo, enquanto "Revolution" foi um lado B altamente popular. Nos Estados Unidos, onde cada lado de um single continuou a ser listado individualmente, alcançou a 12ª posição na Billboard Hot 100, a 11ª posição na Cash Box Top 100 e a 2ª posição na parada da Record World. A última colocação foi alcançada enquanto "Hey Jude" estava no 1º lugar. O single foi listado na primeira posição duplamente na Austrália, enquanto "Revolution" liderou a parada de singles da Nova Zelândia por uma semana, seguindo a corrida de cinco semanas de "Hey Jude" em 1º lugar lá.
"Revolution 1" foi lançada em The Beatles em 22 de novembro de 1968. Foi a faixa de abertura do lado quatro no LP, quatro faixas à frente de sua companheira "Revolution 9". Em entrevista após o lançamento do álbum, Harrison disse que "Revolution 1" "tem menos ataque e não tanta revolução" quanto o lado B do single, e a descreveu como "a versão de Glenn Miller". O encarte das letras incluído no LP original trazia as palavras "count me out", sem o "in" anexado.

## Recepção crítica
Em sua crítica contemporânea do single, para o jornal Melody Maker, Chris Welch elogiou "Hey Jude", dizendo que era uma faixa que precisou ser ouvida várias vezes antes que seu apelo completo se tornasse evidente, mas ele descartou "Revolution" como "uma bagunça confusa, e melhor esquecida". Mais impressionado, Derek Johnson da NME descreveu "Revolution" como um "rock 'n' roll desavergonhado", mas "um corte acima da média do disco de rock, particularmente na letra pensativa e altamente atual", e "uma faixa que literalmente brilha com excitação e conscientização". Johnson concluiu afirmando que os dois lados "provam, sem sombra de dúvida, que os Beatles ainda estão muito à frente de seus rivais". O crítico da Cash Box descreveu "Revolution" como um "rock puro com sabor lírico de uma sensação pré-Revolver e (uma) instrumentação de rock dos anos 1950", acrescentando: "Mais comercial nas primeiras audições, mas dificilmente capaz de resistir a 'Hey Jude'."
A revista Time dedicou um artigo para discutir "Revolution", a primeira vez na história que a revista fez para uma música pop. Os escritores disseram que a canção era "hard rock emocionante" dirigida a "ativistas radicais de todo o mundo", e que sua mensagem iria "surpreender alguns, decepcionar outros e comover muitos: acalme-se". Dave Marsh apresentou "Revolution" em seu livro de 1989 cobrindo os 1001 melhores singles, descrevendo-a como uma "joia" com um "feroz ataque de rock and roll 'fuzztone'" e um vocal "rosnado" de Lennon. Escrevendo para Rough Guides, Chris Ingham incluiu "Revolution" em sua lista de canções essenciais dos Beatles e a chama de uma declaração "notavelmente convincente". Ele diz que, embora "Revolution 1" se assemelhe a uma "jam chapada e bluesística", a qualidade vibrante da versão do single "tem o efeito de tornar o 'pacifismo de oferta de flores' (de Lennon) uma opção dinâmica, em vez de uma bandeira branca agitada de maneira sonolenta". Em sua crítica musical para AllMusic, Richie Unterberger chama "Revolution" de um dos "maiores e mais furiosos 'rockers'" dos Beatles, com "letras desafiadoras e ardentes", onde o "coração do ouvinte imediatamente começa a bater antes de Lennon entrar no primeiro verso".
Em 2006, a Mojo colocou "Revolution" em 16º lugar em sua lista das "101 melhores canções dos Beatles". Em seu comentário para a revista, Pete Shelley, da banda punk Buzzcocks, lembrou que nunca tinha ouvido sons de guitarra tão distorcidos antes, e ouvir a música foi seu "momento eureka" quando decidiu que queria estar em uma banda. A faixa foi classificada em 13º lugar em uma lista semelhante compilada pela revista Rolling Stone em 2010.

## Reação crítica

Filmagem de policiais arrastando um manifestante pelo chão do lado de fora da Convenção Nacional Democrata de 1968 em Chicago.

Até aos acontecimentos do Verão de 1968, os ativistas políticos e as publicações de extrema-esquerda nos Estados Unidos distanciaram-se da música rock e não tinham expectativas da sua relevância para a sua causa. Segundo o historiador Jon Wiener, "Revolution" inspirou o primeiro "debate sério" sobre a conexão entre a política e o rock dos anos sessenta. A reação da contracultura foi especialmente esclarecida pelas imagens noticiosas das cenas violentas fora da Convenção Nacional Democrata, em 28 de agosto, e dos tanques soviéticos invadindo a Tchecoslováquia, que marcaram o regresso do socialismo no estilo soviético e o fim da Primavera de Praga. A canção gerou respostas imediatas da imprensa da Nova Esquerda e da contracultura, a maioria dos quais expressou decepção com os Beatles. Os radicais ficaram chocados com o uso do sarcasmo por Lennon, sua afirmação de que as coisas ficariam "bem" (all right) e seu fracasso em se envolver com a luta deles. Eles também se opuseram à sua exigência de um “plano” para a revolução, quando o seu objetivo era libertar mentes e garantir que todos os indivíduos participassem no processo de tomada de decisão como um meio de expressão pessoal. Na Grã-Bretanha, a New Left Review ridicularizou a canção como "um lamentável grito de medo pequeno-burguês", enquanto a Black Dwarf disse que ela mostrava que os Beatles eram "a consciência dos inimigos da revolução". A extrema esquerda contrastou "Revolution" com o single simultâneo dos Rolling Stones, "Street Fighting Man", que Mick Jagger se inspirou a escrever depois de participar do violento comício em Grosvenor Square em março. Apesar da ambiguidade nas letras de Jagger, "Street Fighting Man" foi entendida como um apoio a uma agenda radical.

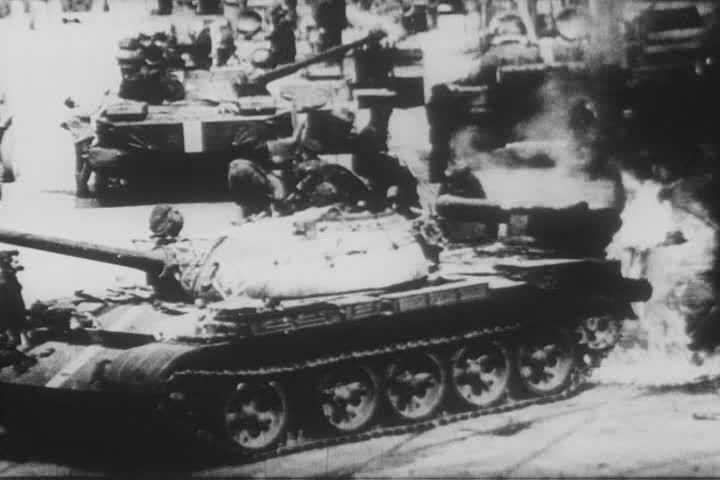
Tanques soviéticos na Tchecoslováquia, 1968.

A aprovação da revista Time – uma publicação mainstream amplamente vista como refletindo as opiniões do establishment – contribuiu para a falta de credibilidade da canção entre a extrema-esquerda. Outros comentaristas de esquerda aplaudiram os Beatles por rejeitarem o radicalismo governado pelo ódio e pela violência e por defenderem o "idealismo pacifista". Entre eles, o jornal Students for a Democratic Society da Universidade Cornell afirmou que "Você pode argumentar sobre a eficácia da não-violência como tática, mas seria absurdo afirmar que é uma noção conservadora (...) Os Beatles querem mudar o mundo, e eles estão fazendo o que podem." Com o lançamento de "Revolution 1" três meses após o single, alguns estudantes radicais – desconhecedores da cronologia das gravações – saudaram o verso "count me out, in" como um sinal de que Lennon tinha parcialmente retratado a sua objeção à revolução maoísta. De acordo com o autor Mark Kurlansky, embora os estudantes ativistas tenham retornado às suas faculdades após as longas férias de verão motivados a continuar a luta, para muitas outras pessoas, um "sentimento de cansaço" suplantou o seu interesse, e "no final de 1968 muitas pessoas concordaram com os Beatles".
Entre a direita política, William F. Buckley Jr., um ferrenho conservador, escreveu aprovando a canção, apenas para ser repreendido pela revista de extrema-direita John Birch Society. Os editores da revista alertaram que, em vez de denunciar a revolução, "Revolution" estava a exortar os maoístas a não "estragarem tudo" devido à sua impaciência e defendia uma "linha de Moscou" inspirada em Lênin. Em reação à canção e às atividades artísticas performáticas de Lennon e Ono, as autoridades britânicas retiraram a proteção que há muito concediam aos Beatles como Membros do Império Britânico (MBE). Em 18 de outubro, Lennon e Ono foram presos sob acusação de porte de drogas; Lennon afirmou que foi avisado da operação e que as drogas foram plantadas pelos policiais do Esquadrão Antidrogas de Londres que o prenderam.

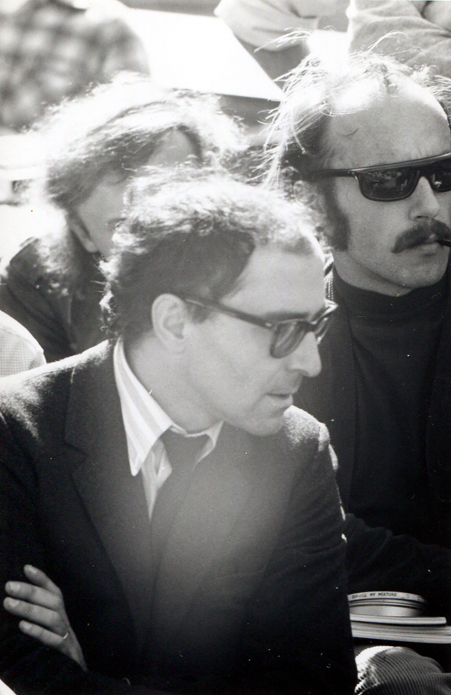
O diretor francês Jean-Luc Godard (retratado em Berkeley em 1968) estava entre aqueles que atacaram Lennon por seu apolitismo.

Os críticos de rock também entraram no debate político sobre "Revolution", enquanto a política raramente tinha sido um assunto de interesse em seu campo antes de 1968. Greil Marcus comentou que os detratores políticos de "Revolution" ignoraram a "mensagem" da faixa, "que é mais poderosa do que as palavras de qualquer pessoa". Ele acrescentou: “Há liberdade e movimento na música, assim como há esterilidade e repressão na letra. A canção não diz 'calma' ou 'não lute com a polícia' (...) a música se esquiva da mensagem e sai na frente." Ellen Willis, do New Yorker, escreveu que os Rolling Stones entendiam a "relação ambígua do rock com a rebelião", mas "É preciso muita ousadia para um multimilionário garantir ao resto de nós: 'Você sabe que vai ficar tudo bem' (...) No fundo de John Lennon há um velho e antiquado Tory lutando para sair." O editor da Rolling Stone, Jann Wenner, apoiou de todo o coração os Beatles, dizendo que quaisquer acusações de "heresia revolucionária" eram "absurdas", já que a banda estava sendo "absolutamente fiel à sua identidade à medida que ela evoluiu nos últimos seis anos". Em sua crítica ao Álbum Branco, Wenner acrescentou: "O rock and roll realmente se tornou um estilo e um veículo para mudar o sistema. Mas uma das partes do sistema a ser mudada é a “política” e isto inclui a política da 'Nova Esquerda'."
O apolitismo dos Beatles foi atacado pelo cineasta francês Jean-Luc Godard, que recentemente havia feito o filme One Plus One em Londres com os Rolling Stones. Numa entrevista ao International Times em setembro de 1968, Godard disse que os Beatles eram um exemplo de pessoas na Grã-Bretanha que foram "corrompidas pelo dinheiro". Logo depois, Lennon disse a Jonathan Cott, da Rolling Stone, que essa crítica era "azeda" por parte do diretor, já que Godard não conseguiu fazer a banda aparecer em One Plus One e então abordou os Stones. Em sua chegada a Londres em dezembro, a cantora norte-americana Nina Simone teria dito que queria "saber qual é a mensagem" de "Revolution" para que pudesse performar a canção de maneira eficaz no show. Em vez disso, ela escreveu e gravou uma canção de resposta, também intitulada "Revolution", parcialmente baseada na composição de Lennon. Em suas letras, ela desafiou as declarações de Lennon sobre a destruição e "a constituição", e pediu-lhe que "limpasse" seu cérebro.

### Resposta de John Lennon
A letra permanece hoje (...) Quero ver o plano. Isso é o que eu costumava dizer para Abbie Hoffman e Jerry Rubin. Não conte comigo se for por violência. Não me espere nas barricadas, a menos que seja com flores.

– Declaração feita por Lennon em 1980 sobre como "Revolution" ainda era uma expressão de sua política.
Desafiado quanto à sua postura política, Lennon trocou cartas abertas com John Hoyland, um estudante radical da Universidade de Keele, nas páginas da Black Dwarf. Hoyland escreveu a primeira carta no final de outubro de 1968, esperando que a apreensão de drogas de Lennon e a intolerância demonstrada para com Ono, como uma mulher japonesa na Grã-Bretanha, o tornassem mais simpático a uma agenda radical. Hoyland disse que "Revolution" "não era mais revolucionário" do que a radionovela Mrs Dale's Diary e criticou Lennon por continuar a defender uma ideologia que os Beatles expressaram em "All You Need Is Love" quando, no contexto de 1968, " Para mudar o mundo, temos que entender o que há de errado com o mundo. E então – destruí-lo. Impiedosamente."
Antes de escrever uma resposta, Lennon se reuniu com outros dois estudantes de Keele em sua casa em Surrey, no dia 3 de dezembro. Referindo-se à carta de Hoyland, ele disse que uma abordagem destrutiva à mudança social apenas abre caminho para um poder dominante destrutivo, citando as revoluções russa e francesa; ele também disse que as reclamações da extrema-esquerda demonstravam seu esnobismo "mais extremo do que você" e sua incapacidade de formar um movimento unido, acrescentando que se radicais desse calibre liderassem uma revolução, ele e os Rolling Stones "provavelmente seriam os primeiros que eles atirariam (...) E é ele – é o cara que escreveu a carta que vai fazer isso, sabe?" Em sua carta publicada na Black Dwarf em 10 de janeiro de 1969, Lennon respondeu que Hoyland estava "em um pontapé de destruição" e desafiou-o a nomear uma única revolução que tivesse alcançado seus objetivos. Lennon fechou a carta com um pós-escrito dizendo: "Você quebra – e eu construirei em torno disso." A troca, que incluiu uma segunda carta de Hoyland, foi distribuída internacionalmente na imprensa clandestina. O editor da revista Oz, Richard Neville, mais tarde o descreveu como "um diálogo clássico da Nova Esquerda/Esquerda psicodélica".
Lennon ficou incomodado com as críticas que recebeu da Nova Esquerda. Tendo feito campanha pela paz mundial com Ono ao longo de 1969, ele começou a abraçar a política radical depois de se submeter à terapia primal em 1970. Numa conversa com o ativista britânico Tariq Ali em janeiro de 1971, ele disse sobre "Revolution": "Cometi um erro, sabe? (...) O erro foi que isso era antirrevolução." Lennon então escreveu "Power to the People" para expiar a aparente apatia de "Revolution" e, em vez disso, cantou: "You say you want a revolution" / "We better get it on right away" ("Você diz que quer uma revolução" / "É melhor começarmos imediatamente"). Depois de se mudar para Nova Iorque em 1971, ele e Ono abraçaram totalmente a política radical com os réus de Chicago Seven, Jerry Rubin e Abbie Hoffman. Lennon abandonou a causa após a vitória de Richard Nixon nas eleições presidenciais de 1972 e posteriormente denunciou os revolucionários e a política radical como inúteis. Na última entrevista que concedeu antes de seu assassinato em dezembro de 1980, Lennon reafirmou a mensagem pacifista da "Revolution", dizendo que ainda desejava "ver o plano" para qualquer proposta de revolução. Com referência aos comentários de Lennon nesta entrevista, MacDonald escreveu em 1994: "A Praça Tiananmen, o ignominioso colapso do socialismo soviético e o fato de que a maioria de seus perseguidores radicais de 1968–70 agora trabalham em publicidade serviram tardiamente para confirmar os instintos originais dele."

## Relançamentos
"Revolution" fez sua estreia em LP na coletânea norte-americana Hey Jude, lançada em 1970, que também foi a primeira vez que a faixa esteve disponível em estéreo. A mixagem estéreo foi realizada em 5 de dezembro de 1969, supervisionada por Martin. A canção foi posteriormente lançada nas compilações 1967–1970 e Past Masters, Volume Two. John Lennon não gostou da mixagem estéreo usada em 1967–1970, dizendo em uma entrevista de 1974 que "Revolution" era um "disco pesado" em mono, mas "então eles a transformaram em um pedaço de sorvete!" A canção foi incluída como faixa de abertura da coletânea dos Beatles na iTunes de 2012, Tomorrow Never Knows, que o site da banda descreveu como uma coleção das "canções de rock mais influentes dos Beatles".

## Ficha técnica
De acordo com Ian MacDonald, as formações nas gravações dos Beatles foram as seguintes:
| The Beatles - John Lennon – vocais, guitarra, palmas - Paul McCartney – baixo, órgão Hammond, palmas - George Harrison – guitarra, palmas - Ringo Starr – bateria, palmas Músicos adicionais - Nicky Hopkins – piano elétrico | The Beatles - John Lennon – vocais, violão, guitarra - Paul McCartney – baixo, piano, órgão Hammond, vocais de apoio - George Harrison – guitarra, vocais de apoio - Ringo Starr – bateria Músicos adicionais - Derek Watkins, Freddy Clayton – trompetes - Don Lang, Rex Morris, J. Power, Bill Povey – trombones - George Martin – arranjo de metais |

## Paradas
| Paradas (1968)    | Melhor posição |
| ----------------- | -------------- |
| Go-Set            | 1              |
| Listener          | 1              |
| Billboard Hot 100 | 12             |
| Cash Box          | 11             |
| Record World      | 2              |